# Funció de procés
Una funció de procés és una magnitud física que descriu la transició d'un sistema entre dos estats d'equilibri. Per exemple, el treball mecànic i la calor són magnituds de procés, ja que descriuen quantitativament la transició entre estats d'equilibri de sistemes termodinàmics.
En un procés reversible una funció de procés no és tan sols funció dels estats inicial i final, sinó també dels successius estats intermedis pels quals ja ha passat el sistema (si el procés no fos reversible s'hauria d'especificar detalladament com es va realitzant).